# 锡戈耶 (上普罗旺斯阿尔卑斯省)
锡戈耶（法語：Sigoyer，法語發音：[sigɔje]）是法国上普罗旺斯阿尔卑斯省的一个市镇，属于福卡尔基耶区。

## 地理
锡戈耶（44°19'9"N, 5°57'30"E）面积15.3 平方千米，位于法国普罗旺斯-阿尔卑斯-蓝色海岸大区上普罗旺斯阿尔卑斯省，该省份为法国东南部内陆省份，北起上阿尔卑斯省，西接沃克吕兹省，西北接德龙省，南至瓦尔省，东临滨海阿尔卑斯省，东北部与意大利接壤。
与锡戈耶接壤的市镇（或旧市镇、城区）包括：梅尔沃、拉莫特迪凯尔、泰兹、沃梅伊、勒波厄、于派克斯。

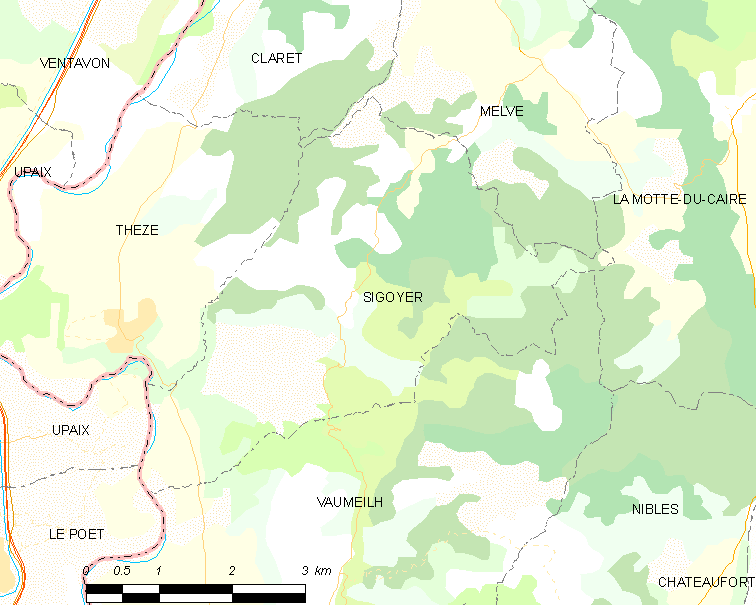
的OSM定位图

锡戈耶的时区为UTC+01:00、UTC+02:00（夏令时）。

## 行政
锡戈耶的邮政编码为04200，INSEE市镇编码为04207。

## 政治
锡戈耶所属的省级选区为塞讷县。

## 人口

1962-2008年间人口变化图示

锡戈耶于2022年1月1日时的人口数量为101人。